# جهاز استشعار الجلوكوز الفلوري
أجهزة استشعار الجلوكوز الفلورية Fluorescent glucose biosensors هي أجهزة مخصصة لقياس تركيز الجلوكوز لدى مرضى السكري عن طريق بروتينات حساسة تعمل على نقل التركيز عبر الفلورسنت ، و هي تعتبر كبديل لمقياس الاستشعار الأمبيروميتري للجلوكوز . الانتشار السريع لمرض السكري يعد هو الدافع الرئيسي وراء استهداف تطوير هذا النوع من الأدوات الاستشعارية. بناء على هذا الغرض، وافقت إدارة الغذاء والدواء الأمريكية على تطوير حديث للجهاز يسمح بنظام جديد لمراقبة الجلوكوز بشكل مستمر و لمدة 90 يوما يسمى EverSense. 

## تطبيق
الحفاظ على مستويات الجلوكوز تحت السيطرة يعد أمرا بالغ الأهمية لتقليل ظهور علامات تفاقم مرض السكري. ونتيجة لذلك، جنبًا إلى جنب مع إدارات الأنسولين، فإن المتطلب الأساسي للحفاظ على هذه الغاية هو مراقبة مستويات الجلوكوز في الدم بانتظام. بشكل عام، مختلف أنظمة المراقبة المستخدمة حاليًا تعاني من عيب يتمثل في انخفاض نسبة القراءات، وذلك يرجع بالأساس في اعتماد معظمها على قطرة دم طازجة. و رغم أن بعض أجهزة مراقبة الجلوكوز المستمرة متوفرة تجاريًا، ولكنها تعاني من عيب كبير يتمثل في قصر عمر عمل للمسبار. تعمل غالبية هذه الأجهزة بشكل أمبيري. ونتيجة لذلك، هناك جهود علمية مكثفة تعمل على توفير مستشعر يعتمد على آلية مختلفة تماما، مثل: التحليل الطيفي بالأشعة تحت الحمراء الخارجية أو أجهزة الاستشعار الحيوية الفلورية.[
توجد استراتيجيات مختلفة للكشف عن مستويات الجلوكوز باستخدام الفلورية. أولها والأكثر شيوعًا هو فحص نقل طاقة الرنين الفلوري( Fret) بين الجلوكوز وبوليمر الجلوكوز لموقع ارتباط البروتين المسمى كونكانافالين أ. على مر السنين، باستخدام مزيج من التصميم العقلاني وأساليب الفحص، تمت دراسة العديد من التركيبات الممكنة لمستشعر الفلورسنت للكشف عن مستويات الجلوكوز بدرجات متفاوتة من النجاح: في معظم الأساليب، يتم ترجمة تركيز الجلوكوز إلى تغيير في الفلورسنت إما باستخدام زوج نقل طاقة الرنين الفلوري أو باستخدام صبغات حساسة للبيئة في مجموعة متنوعة من التركيبات، تم استخدام الجزيء الفلوري الصغير أو النقطة الكمومية بالتزامن مع جزء ربط الجلوكوز إما عبر حمض البورونيك الفلوروفوري الوظيفي أو عبر بروتينات مثل أوكسيديز الجلوكوز، كونكانافالين أ، الجلوكوز / الجلاكتوز رابط البروتين، أو الجلوكوز ديهيدروجينيز والجلوكوكيناز. بشكل عام، التغيير الذي يُرى مع نتائج اختبارات fret المنافسة كانت ضئيلة.

## نظرية الفلورسنت

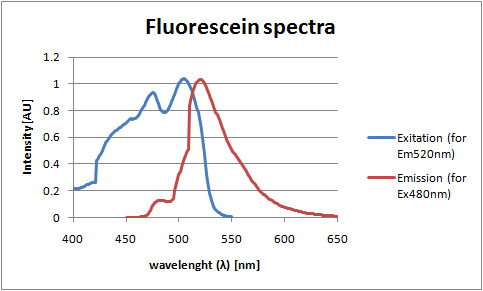
أطياف الامتصاص والانبعاث للفلوريسين

الفلورسنت أو الفَلْوَرِيّة هي خاصية موجودة في جزيئات معينة، تسمى الفلوروفور،و التي تسمح بانبعاث فوتون بعد فترة وجيزة من امتصاصها لفوتون أخر ذي طول موجي أعلى طاقة.
لكي يقفز الإلكترون في المدار الخارجي لجزيء من مداري الحالة الأرضية إلى مداري الحالة المثارة، فإنه يتطلب كمية ثابتة من الطاقة، و التي في حالة الجزيئات الكروموفية الممتصة للضوء، يمكن اكتسابها عن طريق امتصاص فوتون بطاقة مساوية أو أعلى قليلاً. هذه الحالة قصيرة العمر، ويعود الإلكترون إلى المدار الأرضي، ويفقد الطاقة إما على شكل حرارة أو في حالة الفلوروفور عن طريق انبعاث فوتون، الذي سيصبح لديه طاقة أقل من الفوتون الممتص بسبب فقدان الفرق بين طاقة الفوتون الممتص وطاقة الإثارة المطلوبة، أو، معبرًا عنه من حيث الطول الموجي، سيكون للفوتون المنبعث طول موجي أطول. يسمى الفرق بين الطولين الموجيين إزاحة ستوكس.
يمكن العثور على هذه الخاصية في النقاط الكمومية و بعض اللانثانيدات و بعض الجزيئات العضوية ذات الإلكترونات غير الموضعية.
تتمتع هذه الجزيئات المثارة بزيادة في زخم ثنائي القطب و في بعض الحالات يمكن أن تخضع لإعادة ترتيب الشحنة الداخلية. عندما تمتلك مجموعة سحب للإلكترون ومجموعة مانحة للإلكترون في طرفي متقابلين من بنية الرنين، يكون لديها تحول كبير في توزيع الشحنة عبر الجزيء، مما يتسبب في إعادة توجيه جزيئات المذيب إلى ترتيب أقل طاقة، يسمى استرخاء المذيب. من خلال القيام بذلك، تنخفض طاقة الحالة المثارة، ويعتمد مدى الاختلاف في الطاقة على قطبية المذيب المحيط بالجزيء.
النهج البديل هو استخدام صبغات السولفاتوكروميك، التي يشار إليها أحيانًا بإسم الصبغات الحساسة للبيئة، نظرا لأنها تتميز بخصائص مميزة كالقدرة على تغيير الكثافة و نصف العمر و الإثارة وأطياف الانبعاث اعتمادًا على قطبية وشحنة بيئاتها. نتيجة لذلك ، فإن وضعها على بقايا محددة يتيح إمكانية تغير ترتيبها المكاني بسبب التغيير التكويني الناجم عن الجلوكوز أو التواجد في جيب ربط الجلوكوز حيث يؤدي إزاحة الماء الموجود بواسطة الجلوكوز إلى تقليل القطبية.
من الخصائص الإضافية للفلورية التي وجدت استخدامًا كبيرًا هي نقل طاقة بالرنين الفلوري، حيث تنتقل طاقة الإلكترون المثار لفلوروفور واحد، يسمى المانح، إلى صبغة متقبلة قريبة، إما مطفئة داكنة غير باعثة للضوء أو فلوروفور آخر، له طيف إثارة يتداخل مع طيف انبعاث الصبغة المانحة، مما يؤدي إلى انخفاض الفَلْوَرِيّة.
لأغراض الاستشعار، تُستخدم هذه الخاصية بشكل عام إما بالاشتراك مع جزيء حيوي، مثل البروتين، الذي يخضع لتغيير تكويني عند ربط الربيطة، مما يؤدي إلى تغيير المسافة بين العلامتين على هذا البروتين، أو في اختبار تنافسي، حيث يتعين على المحلل التنافس مع تركيز معروف لربيطة مُسمَّاة ثابتة على موقع الربط المُسمَّى للبروتين. لذلك، تقل درجة نقل طاقة الرنين الفلوري بين موقع الربط والربيطة المتنافسة عند زيادة تركيز المحلل. بشكل عام، الربيطة المتنافسة في حالة الجلوكوز هي مركب الدكستران، و هو بوليمر جلوكوز طويل متصل بالسقالة أو بالإنزيم.